# Fonds mondial de lutte contre le sida, la tuberculose et le paludisme
Le Fonds mondial de lutte contre le sida, la tuberculose et le paludisme (the Global Fund to Fight AIDS, Tuberculosis and Malaria), souvent appelé « le Fonds mondial », ou en anglais « the Global Fund », est une fondation à but non lucratif destinée à « attirer, mobiliser et investir des ressources supplémentaires pour mettre fin aux épidémies de VIH, de tuberculose et de paludisme à l’appui de la réalisation des Objectifs de développement durable établis par les Nations unies. » « Fin 2018, les programmes de santé soutenus par le partenariat du Fonds mondial avaient sauvé 32 millions de vies. »

## Historique
En 2001, lors d’un sommet de l’Union africaine à Abuja, au Nigéria, le secrétaire général des Nations unies, M. Kofi Annan, a suggéré la création du Fonds mondial, qui servirait de « trésor de guerre » mondial pour lutter contre le VIH / sida, la tuberculose et le paludisme. M. Annan a fait du recueil de promesses de dons pour cette nouvelle organisation une « priorité personnelle ». En juin 2001, l’Assemblée générale des Nations unies a approuvé la création de l’organisation. Le Fonds mondial a commencé ses activités en janvier 2002. En avril 2002, il a attribué sa première série de subventions – d’un montant de 378 millions de dollars US – en faveur de la lutte contre les trois maladies dans 31 pays.
Cette fondation a pour particularité d’être inscrite au Registre du commerce de Genève, et donc de répondre à la législation suisse. Ce n’est pas une agence de l’ONU, bien qu’elle travaille en partenariat avec l’OMS et ait son siège à Genève, comme l’OMS.
Afin de faire respecter l'embargo contre Cuba, le gouvernement américain fait saisir en janvier 2011 la contribution destinée à l'ile du Fonds mondial, d'un montant de 4,2 millions de dollars.
En 2012, la revue Marianne déclare que le Fonds a directement financé une partie du site officiel de Carla Bruni et payé très cher des campagnes de communication sous-traitées, sans appel d'offres, à un ami intime de Carla Bruni pour un total de 3,5 millions de dollars.
En 2019, la France et le Président français Emmanuel Macron ont accueilli la sixième réunion des donateurs du Fonds mondial à Lyon, où 14 milliards de dollars US ont été recueillis pour la période 2020/2022.

## Fonctionnement
Le Fonds mondial n'achète pas de médicaments en son nom propre. Il agit en tant qu'« instrument financier », en faisant des dons aux ministères de la santé et à des organismes humanitaires locaux, dans un but de « responsabilisation nationale ». Son principe est ainsi d'apporter l'argent récolté des États et des partenaires privés donateurs aux structures locales les plus adaptées pour se servir de cet argent, dans un but de plus grande efficacité sur le long terme.
Le Fonds est également impliqué dans des actions de proximité et de solidarité pour aller au plus près des besoins réels, avec un partenariat particulier avec des associations s'occupant de « personnes vivant avec le sida », soutenant les malades et les orphelins, luttant contre la stigmatisation, et développant l'information et la prévention.

## Donateurs
Les dons sont effectués en majeure partie par des contributions des États membres du Fonds mondial, dont la part la plus importante est celle des États-Unis, par l'intermédiaire du PEPFAR, à hauteur de 30 %. La France est quant à elle le second plus important donateur depuis la création du Fonds Mondial. Une certaine partie provient cependant d'organisations internationales telles que la Fondation Bill-et-Melinda-Gates, ou de partenaires privés tels qu’Apple ou Motorola.

### Pays donateurs
La liste des pays donateurs à partir de juillet 2019 :
- Afrique du Sud
- Allemagne
- Andorre
- Arabie saoudite
- Australie
- Autriche
- Barbade
- Belgique
- Bénin
- Brésil
- Brunei
- Burkina Faso
- Cameroun
- Canada
- Chine
- Corée du Sud
- Côte d'Ivoire
- Danemark
- Espagne
- Estonie
- États-Unis
- Finlande
- France
- Géorgie
- Grèce
- Hongrie
- Inde
- Irlande
- Islande
- Italie
- Japon
- Kenya
- Koweït
- Lettonie
- Liechtenstein
- Luxembourg
- Malaisie
- Malawi
- Mexique
- Monaco
- Namibie
- Nigeria
- Norvège
- Nouvelle-Zélande
- Ouganda
- Pays-Bas
- Pologne
- Portugal
- Qatar
- Russie
- Roumanie
- Royaume-Uni
- Rwanda
- Sénégal
- Singapour
- Slovénie
- Suède
- Suisse
- Thaïlande
- Togo
- Tunisie
- Union européenne
- Zambie
- Zimbabwe

### Donateurs privés
- Product Red (marque de produits vendus au bénéfice du Fonds mondial créée par Bono et Robert Shriver)
- Fondation Bill-et-Melinda-Gates (fondation caritative de Bill Gates et Melinda Gates)
- United Nations Foundation (fondation rattachée à l'ONU créée par Ted Turner)
- ONUSIDA (programme de l'ONU pour lutter contre le sida)
- Chevron (compagnie pétrolière américaine)
- Takeda (laboratoire pharmaceutique japonaise)
- Idol Gives Back (émission spéciale d’American Idol)
- Comic Relief (association de charité britannique fondée par Richard Curtis)
- Standard Bank (groupe bancaire le plus important d'Afrique)
- United Against Malaria et Big Brother Africa
- Église méthodiste unie et Lutheran Malaria Initiative
- Philanthropie privée

## Structure
La structure de l'organisation à partir de 2016 :
« Les organes directeurs, administratifs et consultatifs du Fonds mondial sont:
- le Forum de partenariat;
- le Conseil d’administration du Fonds mondial (le «conseil d’administration»);
- les comités du Conseil d’administration;
- le Groupe de coordination;
- le Secrétariat;
- le Bureau de l’Inspecteur général;
- le Comité technique d’examen des propositions; et
- le Groupe technique de référence en évaluation. »

### Composition
Le conseil d’administration de la Fondation est composé de 20 membres ayant le droit de vote et 8 membres sans droit de vote. 

### Responsabilités
Le conseil d’administration est l’organe suprême de la fondation. Ses fonctions sont notamment de :
- nommer ses membres
- définir les politiques et les stratégies de la Fondation
- établir les directives opérationnelles, les plans de travail et les budgets du Secrétariat et du Comité technique d’examen des propositions
- prendre des décisions de financement
- vérifier les critères de recevabilité des projets
- examiner, approuver et contrôler les arrangements ou les accords de coopération avec d’autres organisations et institutions.